# Jos Dirix

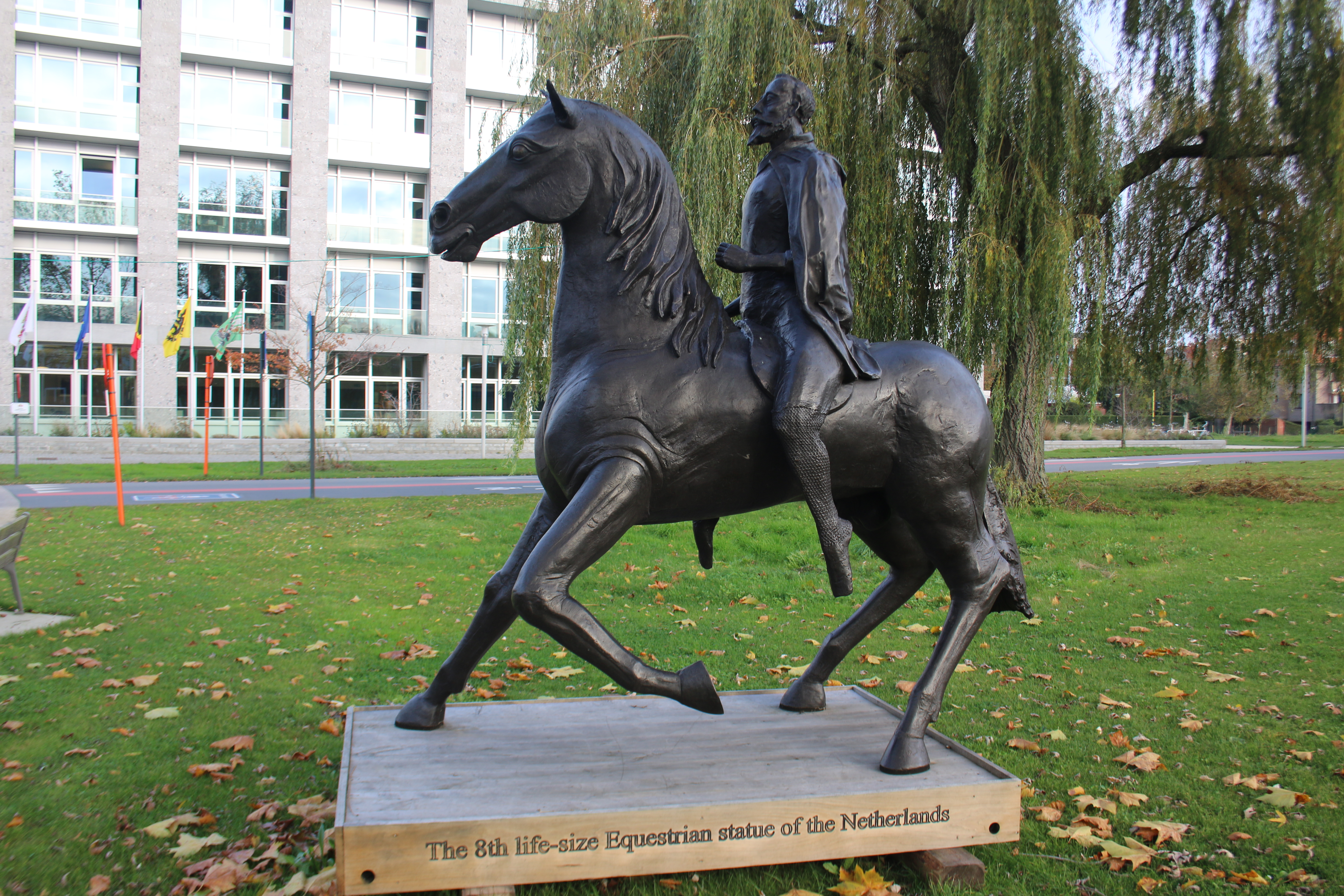
Standbeeld van Philips van Horne (2017), Weert

Jos Dirix (Beek, 1958) is een Nederlands beeldhouwer.

## Leven en werk
Jos Dirix werkte drie jaar op een bronsgieterij en ontwikkelde zich tot autodidact kunstenaar, mede onder aanmoediging van Varpu Spronken-Tikanoja, moeder van een van zijn vrienden. Om zich verder te bekwamen in het beeldhouwen ging hij naar de Academie voor Beeldende Kunsten Artibus Utrecht. Hij werd toegelaten tot het vierde jaar, als leerling van Joost van Santen, en studeerde in 1985 af. 
Dirix maakt figuratieve mens- en dierfiguren, waarin hij in een plastische expressiviteit de essentie van een moment, stemming, houding, gevoel of beweging vastlegt. In 2020 ontving Dirix de ADAF Talent Award. Hij is getrouwd met kunstenares Wilma van Duuren, die hij in de gieterij leerde kennen.

## Werken (selectie)
- 1987 De danser, Bennekomseweg, Ede
- 1990 De danser, Boschweg, Nuth
- 1996 Opvliegende zwanen, Opfergeltstraat, bij Kasteel Wijnandsrade
- 1997 Vreemde vogels, Wouterstraat / Putweg, America
- 1998 Volte (Dansend paard), Kerkstraat, Hoonhorst
- 2014 Jump Off, rotonde Rijksweg / Middenpeelweg, Kessel
- 2017 Standbeeld van Philips van Horne, in de voorhof van Kasteel Nijenborgh, Weert
- Bizon, Wesselmanlaan (binnentuin Elkerliek Ziekenhuis), Helmond

## Galerij

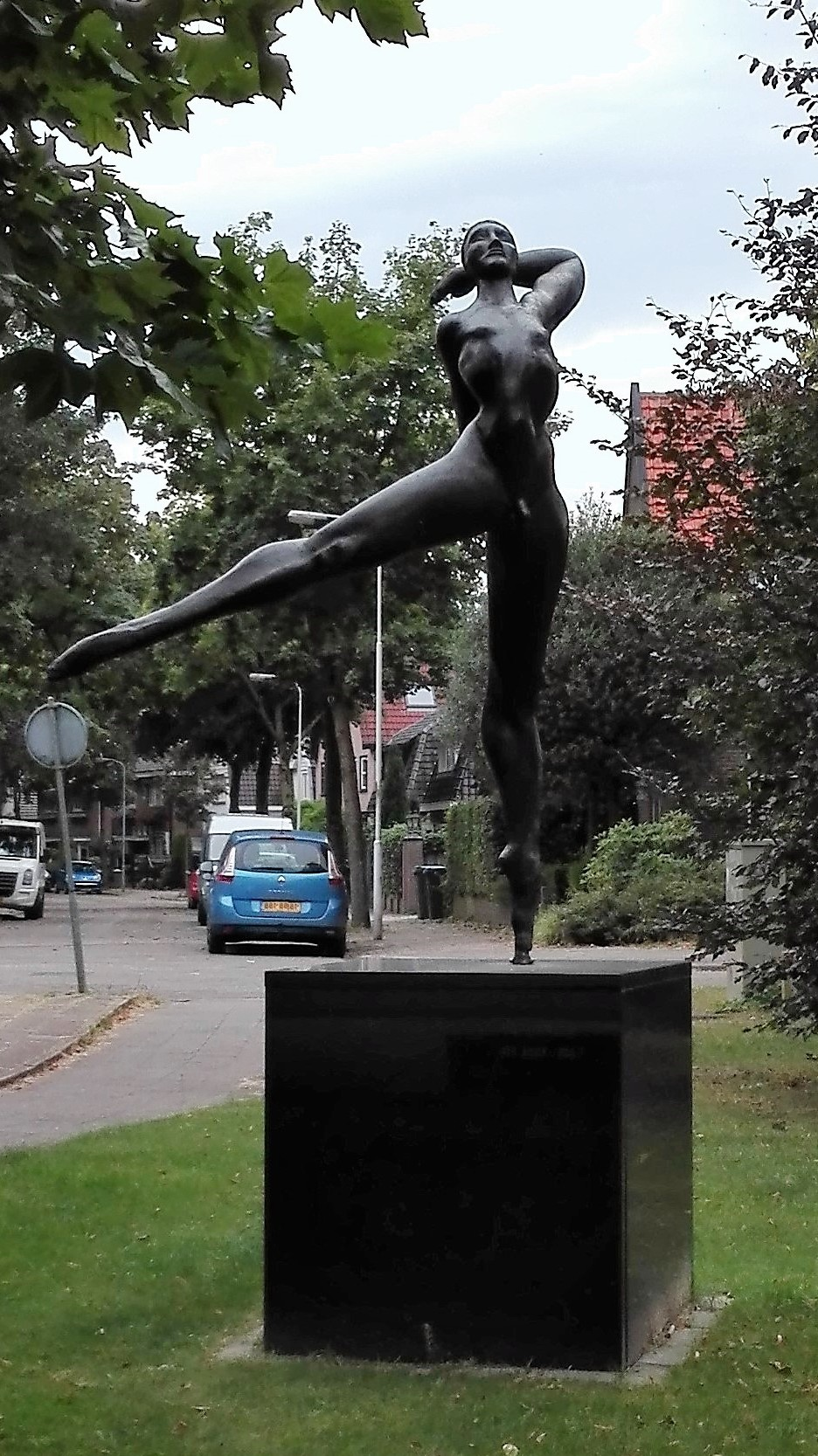
Danser, Ede
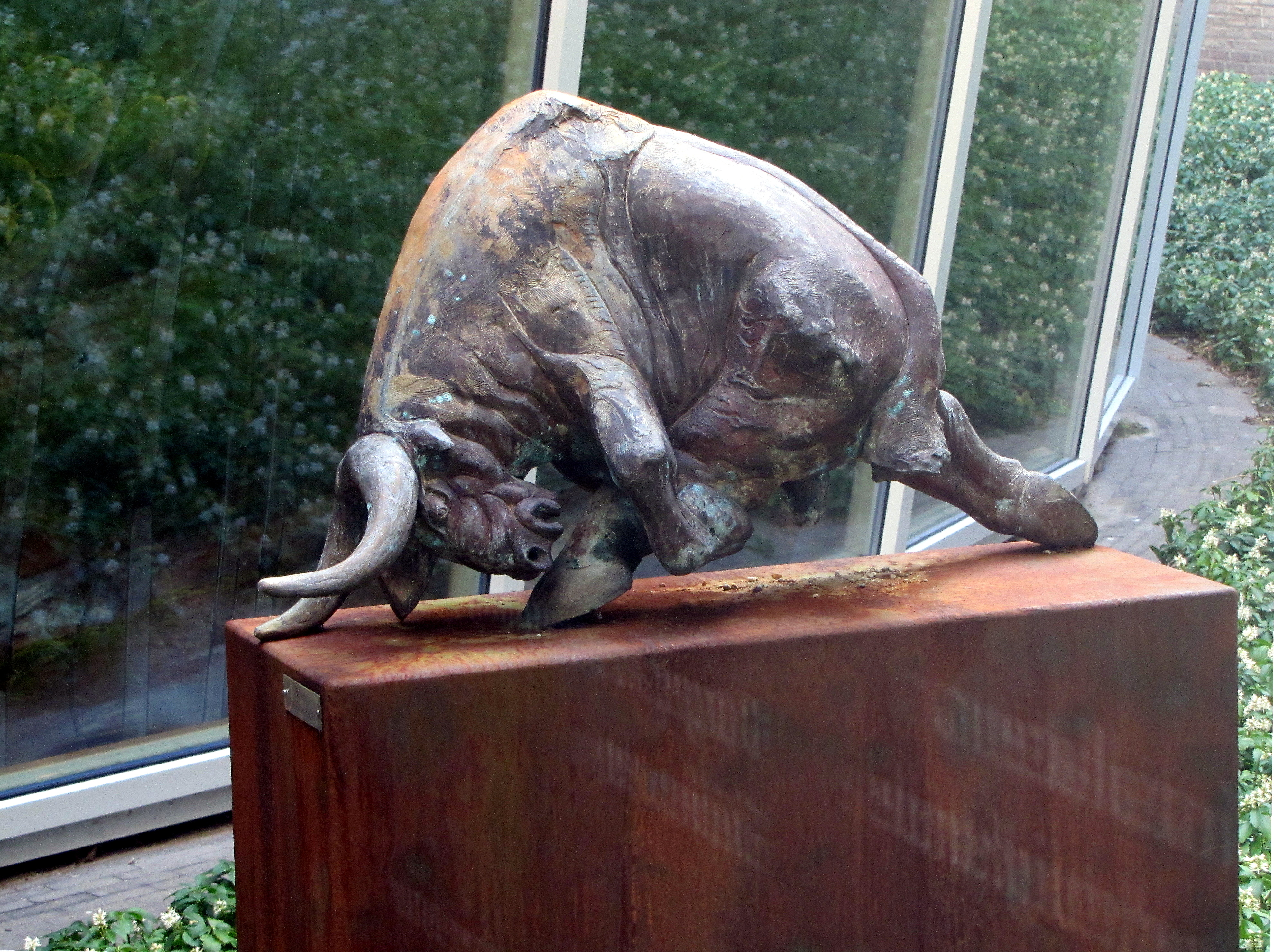
Bizon, Helmond